# Suwanchō-dōri
Pour les articles homonymes, voir Suwa.
Le Suwanchō-dōri (諏訪町通, Suwanchō-dōri) est une voie du centre-sud de Kyoto, dans l'arrondissement de Shimogyō. Elle débute au Takatsuji-dōri (ja) et termine au Hanayachō-dōri (ja). Il s'agit de la suite sud du Ryōgaemachi-dōri.

## Description

### Situation
Le Suwanchō-dōri est une rue du centre-est de l'arrondissement de Shimogyō. Elle commence dans le quartier de Honeya-chō (骨屋町) et termine dans celui de Kamiyanagi-chō (上柳町). La rue débute au Takatsuji-dōri (ja) (高辻通) et termine au Hanayachō-dōri (ja) (花屋町通), devant le temple Higashi Hongan-ji,. Il s'agit d'une suite du Ryōgaemachi-dōri (両替町通), qui termine à Sanjō-dōri (ja) (三条通). Elle suit le Karasuma-dōri (ja) (烏丸通) à l'est et précède le Muromachi-dōri (ja) (室町通) à l'ouest,.
La circulation se fait en sens unique du nord au sud. La rue fait environ 750 mètres de long.

### Voies rencontrées
Du nord au sud, en sens unique. Les voies rencontrées de la droite sont mentionnées par (d), tandis que celles rencontrées de la gauche, par (g). Seules les rues ayant un nom sont listées.
1. Takatsuji-dōri (ja) (高辻通)[3]
2. Matsubara-dōri (ja) (松原通)
3. Manjuji-dōri (ja) (万寿寺通)
4. Gojō-dōri (ja) (五条通)
5. Yōbai-dōri (ja) (楊梅通)
6. Kagiyamachi-dōri (鍵屋町通)
7. Matoba-dōri (的場通)
8. Rokujō-dōri (ja) (六条通)
9. Hanayachō-dōri (ja) (花屋町通)[3]

- Sources : (ja) Université Ritsumeikan Asia Pacific (en), « 近代京都オーバーレイマップ », sur Art Research Center,‎ 2024 (consulté le 10 février 2024).

### Transports en commun
Les bus du réseau d'autobus de Kyoto (ja) ne passent par sur la rue. Les arrêts les plus proches de la rue sont sur Karasuma-dōri et sont Karasuma-Matsubara (烏丸松原, lignes 5, 26, 43), Karasuma-Gojō (烏丸五条, lignes 5, 26, 43, 73, 80, Métro) et Karasuma-Rokujō (烏丸六条, lignes 5, 26, 73).
Les stations du métro de Kyoto les plus proches sont sur Karasuma-dōri (ja), à deux minutes de marche : Shijō et Gojō, sur la ligne Karasuma.

## Odonymie
Les caractères « 諏訪町 » sont normalement prononcés « Suwachō » ou « Suwamachi », mais dans le cas de cette rue, ils sont lus « Suwanchō ». Ce nom vient du quartier du même nom qui y est situé, et qui vient lui-même du sanctuaire shinto Shōtoku Suwa-jinja (尚徳諏訪神社), au carrefour avec Matoba-dōri. À l'époque d'Edo, la rue est aussi appelée par les noms « Suwa no dōri » ou encore « Suwanochō-dōri ».

## Histoire
Suwanchō-dōri n'existait pas à la création de la capitale impériale en 794, et apparaît en tant qu'une partie de Ryōgaemachi-dōri en 1590 lors du réaménagement territorial de l'ère Tenshō (ja) (天正の地割, Tenshō no jiwari) par Toyotomi Hideyoshi, durant le dernier quart du XVIe siècle.
Au début de l'époque d'Edo (1603-1868), on y trouvait des maisons closes très populaires, le « Rokujōmisujimachi » (六条三筋町), et le « Nijōyanagichō » (二条柳町), construit par Hideyoshi, puis plus tard déplacé par Tokugawa Ieyasu sur la rue depuis son ancien emplacement dans l'actuel secteur de Sujakuno (朱雀野). Au début de la rue, le quartier Honeya-chō, qui signifie « quartier de magasins d'os », fait référence aux lames des éventails des nombreux fabricants d'éventails établis sur la rue. Le quartier a plus tard été transformé en secteur d'auberges pour les pèlerins du temple Rokkaku-dō (六角堂).

## Patrimoine et lieux d'intérêt
Au début de la rue se trouve la succursale principale de la Banque de Kyoto (ja) (京都銀行), du côté est.
À l'extrémité sud de la rue se trouve le temple Higashi Hongan-ji, l'un des deux plus grands temples de l'école Jōdo shinshū du bouddhisme, avec le Nishi Hongan-ji, plus à l'ouest.

Quelques lieux d'intérêts
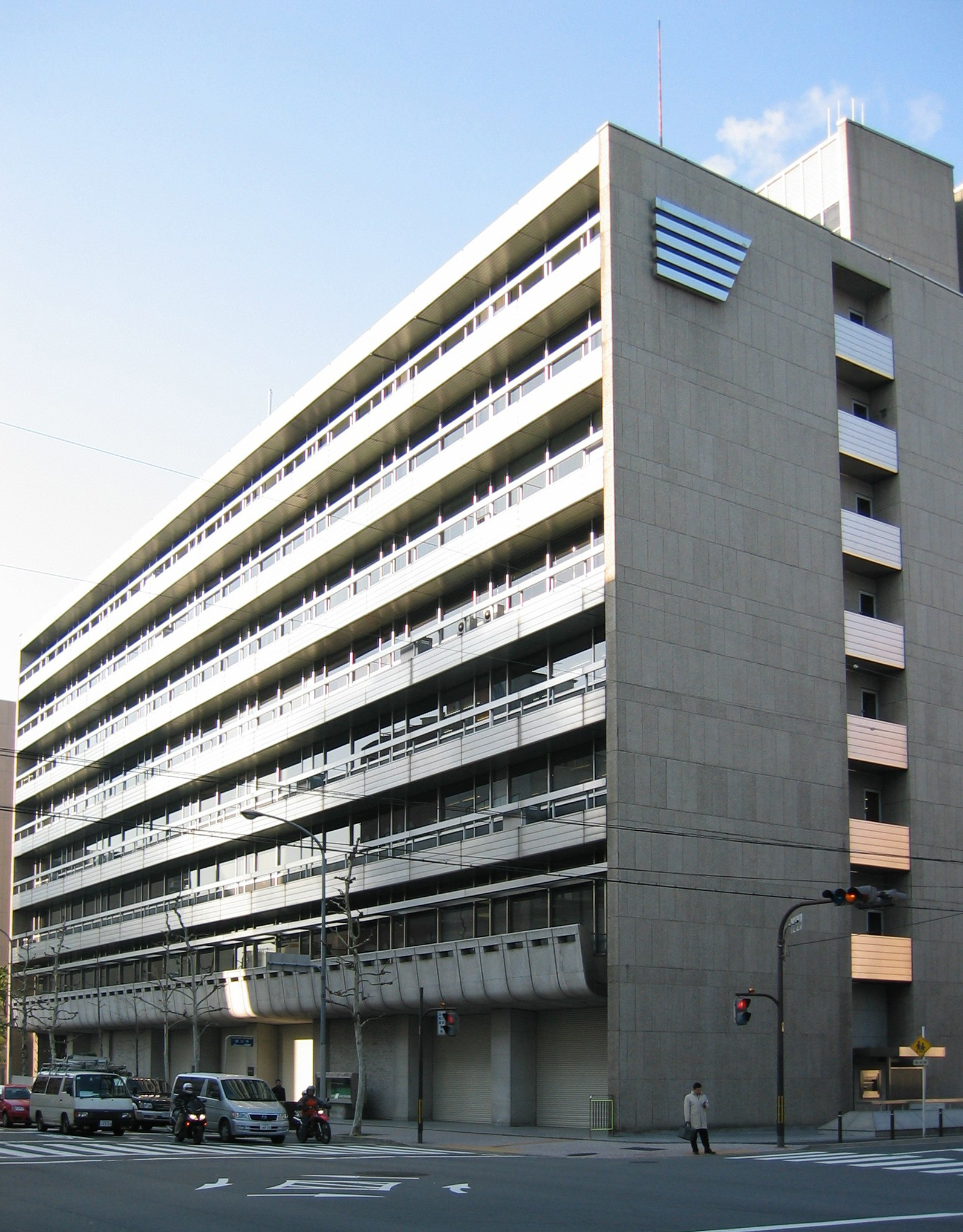
Succursale principale de la Banque de Kyoto, côté Karasuma
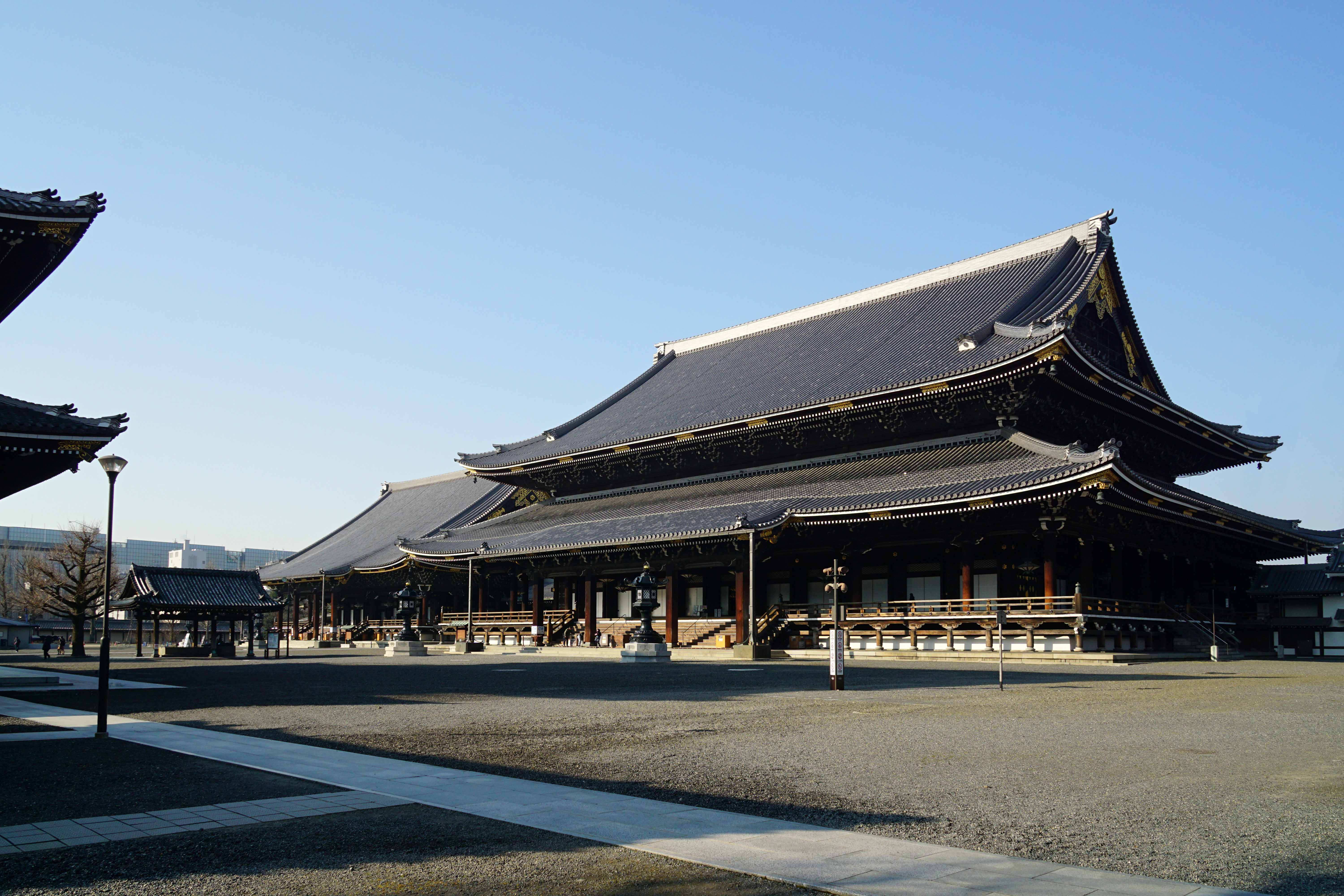
Bâtiment principal du Higashi Hongan-ji